# Калаканская впадина
Калака́нская впа́дина — впадина в северной части Забайкальского края России.

## Расположение
Калаканская впадина расположена между хребтом Янкан (с севера) и Калаканским хребтом (с юга). Впадина состоит из двух частей: Акуинской (западной) и непосредственно Калаканской (восточной). Начинается от устья реки Тундак и протягивается в восточном-северо-восточном направлении до устья реки Рассыпная. Общая протяжённость впадины составляет 36 км при ширине от 1 до 7 км.

## Геология
Калаканская впадина заполнена осадочными и базальтоидными формациями верхнеюрско-мелового возраста, сверху перекрытыми кайнозойскими континентальными отложениями незначительной мощности. Заложение впадины произошло в мезозое, дальнейшее формирование шло в неоген-четвертичное время.

## Гидрография и ландшафт
Наиболее пониженную часть Калаканской впадины занимают река Калакан и устьевые участки её притоков с отметками уреза воды от 640 до 705 м. Преобладающие типы ландшафта — горная тайга с ерниками и приречными лугами.